# Inside Out Music
Inside Out Music är ett fristående skivbolag från Kleve, Tyskland som inriktar sig på band som spelar progressiv rock eller liknande stilar. Inside Out Music har även en amerikansk division som är baserad i Pittsburgh, Pennsylvania, USA. 

## Artister
- Above Symmetry
- Ayreon
- Beardfish
- Devin Townsend
- Fates Warning
- Frost
- IQ
- It Bites
- James LaBrie
- Jolly
- Kaipa
- Kansas
- Karmakanic
- King's X
- Leprous
- Neal Morse
- Pain of Salvation
- Pallas
- Redemption
- Roine Stolt
- Shadow Gallery
- Spiritual Beggars
- Star One
- Steve Hackett
- The Flower Kings
- The Safety Fire
- The Tangent
- Transatlantic
- Unitopia